# Parti des Sardes
Pour les articles homonymes, voir Sardes.
Le Parti des Sardes (en italien, le Partito dei Sardi) est un parti politique social-démocrate et séparatiste en Sardaigne.
En juillet 2012, Franziscu Sedda et Ornella Demuru laissent ProgReS pour contraster le leadership de Michela Murgia candidate aux élections régionales de Sardaigne de 2014. Le parti est créé en 2013 par Sedda avec Paolo Maninchedda qui provient du Parti sarde d'action.